# Главные архитекторы Ташкента

Главные архитекторы Ташкента — список персон, которые были главными архитекторами Ташкента. В списке отражены период работы на посту главного архитектора, а также основные достижения во время пребывания на этой должности. Список включает всех личностей со времени учреждения должности и до наших дней.
Список не полный и находится в стадии наполнения.
| Имя                              | Фотография          | Годы жизни | Период работы      | Примечания |
| -------------------------------- | ------------------- | ---------- | ------------------ | --- |
| Георгий Михайлович Сваричевский  | Нет свободного фото | 1868—1936  | ?—?                | Автор зданий старого железнодорожного вокзала в Ташкенте, здания Окружного суда (ныне Управление железной дороги), здания бывшей аптеки Каплана и многие другие. |
| Абдулла Бабаханович Бабаханов    | Нет свободного фото | 1910—1992  | 1938—?             | Архитектурные части комплексов Каттакурганского (1940—1941) и Южно-Сурхандарьинского (проект 1964—1967) водохранилищ, Большого Ферганского канала. Мавзолей Хамзы Ниязи в Шахимардане. Музей Улугбека в Самарканде. Драматический театр имени А. Лахути в Душанбе (1953). Кинотеатр имени С. Рахимова в Ташкенте. Общественные здания в Ташкенте, Душанбе и других городах Средней Азии. |
| Малбагар Мендикулович Мендикулов | Нет свободного фото | 1909—1986  | ?—1940             | . |
| Митхат Сагадатдинович Булатов    | Нет свободного фото | 1907—2004  | 1940—1962          | Автор генерального плана Самарканда (1937—38), Ферганы (1938—39), Коканда (1938—39) и Кагана (1938—39), генерального плана реконструкции Ташкента (1952—54), административных и общественных зданий в Ташкенте и Самарканде. |
| Сабир Рахимович Адылов           | Нет свободного фото | 1932—2002  | 1970—1984 или 1986 | Автор здания и площади Дворца дружбы народов (1977), Верховного Совета Узбекской ССР (1979), памятника В. И. Ленину на центральной площади Ташкента (1974), памятника Ю. А. Гагарину (1979) в Ташкенте, плана застройки Ташкента до 90-х годов, площади «Независимости» в Ташкенте. |
| ?                                | Нет свободного фото | ?—?        | 1985—1989          | . |
| Сабир Рахимович Адылов           | Нет свободного фото | 1932—2002  | 1990—1991          | . |
| Асомиддин Джалолович Таджиев     | Нет свободного фото | ?—         | 2015—2018          | . |
| Шавкат Дусмухамедов              | Нет свободного фото | ?—         | 2022—              | . |